# Кратер от Коринт
Вижте пояснителната страница за други личности с името Кратер.
Кратер (на старогръцки: Κρατερός) е македонски военачалник, служил на на Антигонидите, юрист и историк.

## Биография
Кратер е син на диадоха Кратер († 320 г. пр. Хр.), прочут военачалник на Александър Велики, и Фила, дъщеря на Антипатър (321 – 250).
Кратер служи при доведения си баща цар Деметрий I Полиоркет и след това при по-малкия си полубрат Антигон II Гонат. През 280/279 г. пр. Хр. брат му го поставя за управител на Гърция, с главна резиденция Коринт. Той има правата на вице-крал. Така Антигон разширява силите си през Коринтския провлак и на Пелопонес.
Кратер участва през 272 г. пр. Хр. в похода против Пир. Той умира около 263 г. пр. Хр., вероятно в боевете на Хремонидовата война. Последван е от неговия син Александър († 245 г. пр. Хр.), който е женен от 260 г. пр. Хр. за Никая, която Антигон II Гонат омъжва след смъртта му за своя син Деметрий II.
Кратер е вероятно и писател, вероятно идентичен с Кратер Македонеца. Той пише сбирка от народни постановления на град Атина (ψηφισμάτων συναγωγή) от девет книги, която е още фрагментно запазена.